# ایرنسوم
جیرنسوم (به هلندی: Irnsum) یک منطقهٔ مسکونی در هلند است که در بوردشتایم واقع شده‌است. جیرنسوم ۱٬۳۶۰ نفر جمعیت دارد.